# Cyanistes cyanus

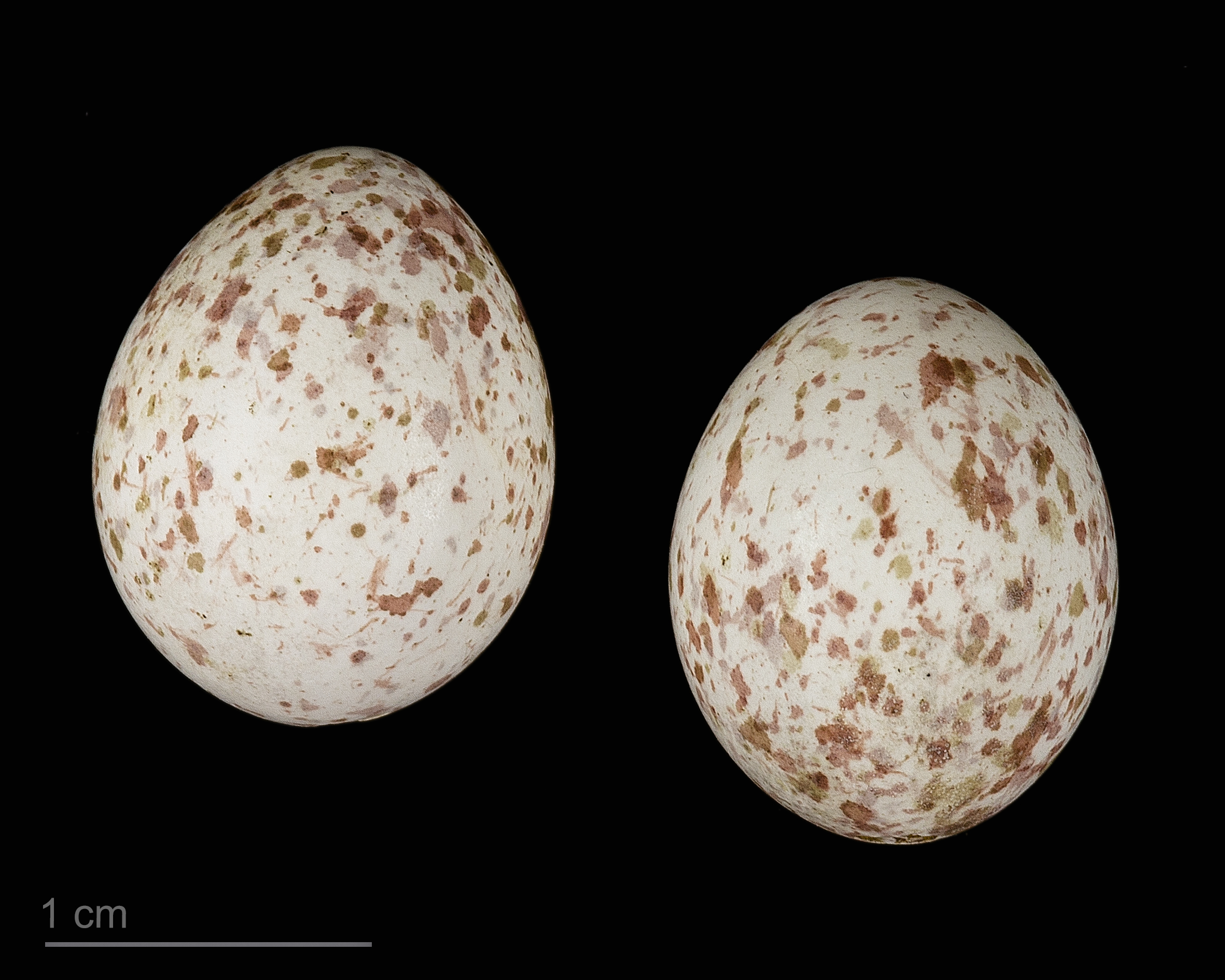
Cyanistes cyanus cyanus - (MHNT)

Cyanistes cyanus mapa de distribución

El herrerillo azul (Cyanistes cyanus), también conocido como herrerillo ciáneo, es una especie de ave paseriforme de la familia Paridae. Está muy extendido y se reproduce a lo largo de Rusia y Asia central.

## Hábitat
Habita en bosques caducifolios o mixtos en climas templados y subárticos, matorrales y pantanos. Es residente permanente, la mayoría de las aves no migran. Anida en el hueco de un árbol, en el que pone alrededor de 10 huevos. Se alimenta de insectos y semillas.

## Descripción
Mide entre 12–13 cm de longitud. La cabeza, las esquinas de la cola, las barras alares y las partes inferiores son blancas. Tiene una línea oscura a través del ojo, y las partes superiores son de color azul.
Este es el equivalente oriental del herrerillo común. Se hibrida con dicha especie, pero los descendientes suelen mostrar una corona azul, en lugar de blanca como el herrerillo azul.

## Taxonomía
La mayoría de las autoridades mantienen a Cyanistes como subgénero de Parus, pero la American Ornithologists' Union trata a Cyanistes como un género distinto. Esto es apoyado por análisis de las secuencias mtDNA del citocromo b (Gill et al., 2005).
No es raro que se hibride con el herrerillo común en el oeste de Rusia, las aves resultantes se denominan (Cyanistes × pleskei) y fueron una vez consideradas una especie distinta.

## Subespecies
Se reconocen 8 subespecies:
- C. c. berezowskii Pleske, 1893
- C. c. carruthersi (Hartert, 1917)
- C. c. cyanus (Pallas, 1770)
- C. c. flavipectus (Severtzov, 1873)
- C. c. hyperrhiphaeus Dementiev & Heptner, 1932
- C. c. koktalensis Portenko, 1954
- C. c. tianschanicus Menzbier, 1884
- C. c. yenisseensis (Buturlin, 1911)